# Park Hill Metodista Gyülekezet
A Park Hill Metodista Gyülekezet (Park Hill United Methodist Church) egy több mint 100 éves közösség Colorado állam fővárosában, Denverben.
A mintegy 700 tagú gyülekezet arról nevezetes, hogy 2014. január 19-én ünnepélyes keretek között partneri együttműködésre lépett a reformzsidó irányzathoz tartozó Temple Micah közösséggel, amelynek jegyében a metodista templom egyúttal zsinagógaként is működött 2024-ig, amikor a zsidó egyházközösség átköltözött a Montview Boulevard presbiteriánus templomba.